# Gedong Panjang
Gedong Panjang is een bestuurslaag in de stadsgemeente Kota Sukabumi van de provincie West-Java, Indonesië. Gedong Panjang telt 7220 inwoners (volkstelling 2010).